# Janez Perme
Janez Perme, slovenski nogometaš, * 12. april 1982, Ljubljana.
Perme je nekdanji profesionalni nogometaš, ki je igral na položaju napadalca. Celotno kariero je igral za slovenske klube Livar oz. NK Ivančno Gorico, Domžale, Belo Krajino in Krko. Skupno je v prvi slovenski ligi odigral 60 tekem in dosegel 18 golov, v drugi slovenski ligi pa 186 tekem in 61 golov.